# Edward Frederick Lindley Wood
Edward Frederick Lindley Wood (Powderham Castle, 16 april 1881 - Garrowby Hall, 23 december 1959), beter bekend als Lord Halifax, was een Brits politicus van de Conservatieve Partij.

## Biografie

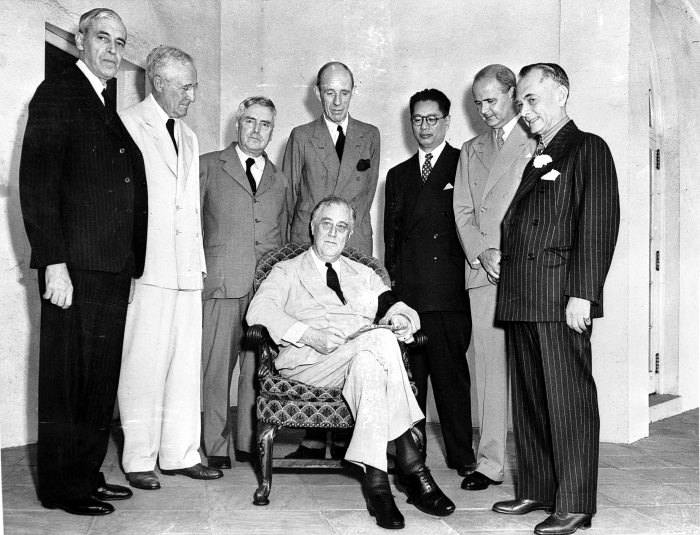
Wood als lid van het Pacific War Council (staand achter Franklin Delano Roosevelt)

Wood werd geboren in 1881 als jongste zoon van Charles Wood, graaf van Halifax (1839-1934). Ook zijn moeder Agnes Elizabeth Courtenay (1838-1919) was van adel. Wood volgde school in het Eton College en het Christ Church (Oxford). Hij huwde met Dorothy Evelyn Augusta Onslow (1885-1976). Ze kregen vijf kinderen.
Wood was Gouverneur-generaal van Brits-Indië tussen 1926 en 1931. Brits-Indië kende in die tijd grote politieke onrusten. In 1931 tekende hij een pact met Mahatma Gandhi over de politieke situatie van Indië. Van 1933 tot 1959 was hij rector van de Universiteit van Oxford. In 1934, na het overlijden van zijn vader, werd hij titelhoudend graaf van Halifax. In de periode hierna bekleedde hij een aantal belangrijke functies zoals Lord Privy Seal tussen 1935 en 1937 onder de regeringen van Stanley Baldwin en Neville Chamberlain.
In 1938 volgde hij de ontslagnemende Anthony Eden op als minister van Buitenlandse Zaken, een functie die hij uitoefende tot aan de vervanging van Chamberlain door Churchill in mei 1940.
In 1937 ontmoette hij Hermann Göring. Göring inviteerde Wood omdat ze beide jachtliefhebbers waren. Op deze gelegenheid ontmoette hij ook Adolf Hitler. In 1938 volgde de Anschluss. Later dat jaar was Wood aanwezig bij het Verdrag van München, waaruit moest blijken dat Hitler zijn annexatiedrang voldaan was na het innemen van Sudetenland.
Een jaar later was de Tweede Wereldoorlog echter een feit. Wood ontmoette onder meer de Duitse verzetsman Ulrich von Hassell om te bekijken wat men kon doen om Nazi-Duitsland te stoppen. In 1940 werd Winston Churchill premier van het Verenigd Koninkrijk. Op 10 mei, de dag dat Churchill premier werd, viel Duitsland België, Nederland en Frankrijk binnen. Het Verenigd Koninkrijk vocht mee in de Slag om Frankrijk die hierop volgde. Wood bepleitte vredesonderhandelingen met Hitler door bemiddeling van Mussolini. Churchill wees die
met steun van de koning en het parlement resoluut van de hand, omdat hieruit op zijn best een ondergeschikte vazalstatus voor het Verenigd Koninkrijk zou resulteren en de dictator Hitler naar zijn vaste overtuiging op geen enkele wijze een betrouwbare onderhandelingspartner zou zijn. Daarop trad Wood af als minister. Deze controverse is een  centraal thema in de bekroonde speelfilm uit 2017  Darkest Hour.
Vanaf 1941 werd Wood ambassadeur van het Verenigd Koninkrijk in de Verenigde Staten. Hij zou deze functie tot 1946 vervullen.
Hij overleed in 1959 op 78-jarige leeftijd op zijn domein Garrowby Hall in Yorkshire.